# Volodymyr Holubnychy
Volodymyr Stepanovych Holubnychy (en ukrainien : Володимир Степанович Голубничий, Volodymyr Stepanovytch Holoubnytchyï ; en russe : Владимир Степанович Голубничий, Vladimir Stepanovitch Goloubnitchi), né le 2 juin 1936 à Soumy (RSS d'Ukraine) et mort le 16 août 2021 dans la même ville, est un athlète soviétique de nationalité ukrainienne, qui domina la marche sur 20 km dans les années 1960 et 1970, remportant quatre médailles olympiques.

## Biographie
Holubnychy a commencé l'athlétisme en 1953 et est devenu membre de l'équipe nationale d'URSS en 1959. En plus de ses exploits olympiques, il a été champion d'Europe en 1974 et champion d'URSS en 1960, 1964-1965, 1968, 1972 et 1974.
En 2012, il est intronisé au Temple de la renommée de l'IAAF.

## Palmarès
| Date | Compétition           | Lieu     | Résultat | Épreuve      | Temps           |
| ---- | --------------------- | -------- | -------- | ------------ | --------------- |
| 1960 | Jeux olympiques       | Rome     | 1er      | 20 km marche | 1 h 34 min 08 s |
| 1962 | Championnats d'Europe | Belgrade | 3e       | 20 km marche | 1 h 36 min 38 s |
| 1964 | Jeux olympiques       | Tokyo    | 3e       | 20 km marche | 1 h 32 min 00 s |
| 1966 | Championnats d'Europe | Budapest | 2e       | 20 km marche | 1 h 30 min 06 s |
| 1968 | Jeux olympiques       | Mexico   | 1er      | 20 km marche | 1 h 33 min 59 s |
| 1972 | Jeux olympiques       | Munich   | 2e       | 20 km marche | 1 h 26 min 56 s |
| 1974 | Championnats d'Europe | Rome     | 1er      | 20 km marche | 1 h 29 min 30 s |
| 1976 | Jeux olympiques       | Montréal | 7e       | 20 km marche | 1 h 29 min 25 s |

## Records
- Record du monde du 20 kilomètres marche : 
  - 1 h 30 min 36 s le 23 septembre 1955 à Kiev (amélioration du record du monde de Josef Doležal)
  - 1 h 27 min 04 s le 5 juillet 1959 à Moscou (amélioration du record du monde de Leonid Spirin)